# Flughafen Naypyidaw

i8
i11
i13
Der Flughafen Naypyidaw (birmanisch နေပြည်တော် အပြည်ပြည်ဆိုင်ရာ လေဆိပ်, IATA-Code: NYT, ICAO-Code: VYNT) ist ein Flughafen in Naypyidaw, der Hauptstadt von Myanmar.

## Geschichte
Der Bau des Flughafens begann im Januar 2009. Am 19. Dezember 2011 wurde der Flughafen eröffnet.
Am 28. März 2025 trug der Flughafen nach einem Erdbeben der Stärke 7,7 enorme Schäden davon. So wurde unter anderem die Start- und Landebahn in Mitleidenschaft gezogen, zudem stürzte der Kontrollturm des Flughafens ein.

## Fluggesellschaften und Ziele
Es werden sowohl nationale als auch kontinentale Ziele angeflogen.

## Zwischenfälle
- Am 10. Februar 2016 verunglückte eine Beechcraft 1900D der Myanmar Air Force kurz nach dem Start vom Flughafen Naypyidaw, als sie auf ein Feld stürzte und Feuer fing. Alle fünf Insassen starben bei dem Unfall.[3]